# Mompha divisella
Mompha divisella é uma espécie de mariposa do gênero Mompha pertencente à família Coleophoridae.